# Блохина, Валентина Васильевна
Валентина Васильевна Блохина (17 декабря 1912 — после 1989) — стерженщица литейного цеха Тираспольского механического завода имени Кирова, Герой Социалистического Труда (07.03.1960).
Родилась 17 декабря 1912 года в Тирасполе. Член КПСС с 1963 года.
С 1932 года работала на Тираспольском литейно-механическом заводе (позже назывался механическим заводом имени Кирова, заводом литейных машин им. Кирова). С 1944 года, когда Тирасполь был освобождён от румынских оккупантов — стерженщица литейного цеха.
Применяя более совершенные методы крепления при изготовлении стержней, добилась повышения производительности труда. Была инициатором новых форм социалистического соревнования, ударником коммунистического труда. Обучила работе около 20 молодых стерженщиц.
За высокие достижения в труде и плодотворную общественную деятельность Указом Президиума Верховного Совета СССР от 7 марта 1960 года присвоено звание Героя Социалистического Труда.
Первая в Тирасполе обладатель этого высокого звания.
После выхода на пенсию продолжала жить в Тирасполе. Умерла не ранее 1989 года.